# Gmelina magnifica
Gmelina magnifica là một loài thực vật có hoa trong họ Hoa môi. Loài này được Mabb. mô tả khoa học đầu tiên năm 2004.